# Nothin' to Lose
Singles de Kiss
Kissin' Time
(1974)
Nothin' to Lose est une chanson du groupe américain de hard rock Kiss et aussi leur premier single paru en 1974. Le titre est chanté par Gene Simmons et Peter Criss. Le titre Love Theme from KISS est utilisé comme face-b du single, une musique instrumentale composée par les quatre membres du groupe: Paul Stanley, Gene Simmons, Ace Frehley et Peter Criss.
Écrite et composée par le bassiste Gene Simmons, la chanson Nothin' to Lose parle de la sodomie et raconte que le chanteur força sa petite amie à pratiquer le sexe anal et de sa jouissance. Le musicien Bruce Foster accompagne les membres du groupe au piano. Le titre fut souvent interprété en concert lors des années 1970, mais fut largement ignoré au cours des années 1980. La chanson revint dans la composition des titres au milieu des années 1990 pour la tournée Convention Tour avec Peter Criss aux chants. Nothin' to Lose fut également interprété lors du concert Kiss Unplugged en 1996 et lors de la tournée pour l'album Psycho Circus.

## Composition du groupe
- Gene Simmons – chants, basse
- Peter Criss – chants, batterie
- Paul Stanley – guitare rythmique
- Ace Frehley – guitare solo